# (527) Euriante
(527) Euriante es un asteroide perteneciente al cinturón de asteroides descubierto el 20 de marzo de 1904 por Maximilian Franz Wolf desde el observatorio de Heidelberg-Königstuhl, Alemania.
Está nombrado por Euriante, un personaje de la ópera homónima del compositor alemán Carl Maria von Weber (1786-1826).